# Lansing (Ohio)
Lansing é um lugar designado pelo censo localizado no condado de Belmont no estado estadounidense de Ohio. No Censo de 2010 tinha uma população de 634 habitantes e uma densidade populacional de 861,93 pessoas por km².

## Geografia
Lansing encontra-se localizado nas coordenadas 40° 04′ 33″ N, 80° 47′ 32″ O. Segundo o Departamento do Censo dos Estados Unidos, Lansing tem uma superfície total de 0.74 km², da qual 0.73 km² correspondem a terra firme e (1.06%) 0.01 km² é água.

## Demografia
Segundo o censo de 2010, tinha 634 pessoas residindo em Lansing. A densidade populacional era de 861,93 hab./km². Dos 634 habitantes, Lansing estava composto pelo 96.85% brancos, o 0.79% eram afroamericanos, o 0% eram amerindios, o 0.32% eram asiáticos, o 0% eram insulares do Pacífico, o 0% eram de outras raças e o 2.05% pertenciam a duas ou mais raças. Do total da população o 1.42% eram hispanos ou latinos de qualquer raça.